# Alasmidonta robusta
Alasmidonta robusta (tên tiếng Anh: Carolina elktoe) là một loài trai nước ngọt, là động vật thân mềm hai mảnh vỏ sống dưới nước trong họ Unionidae.
Loài này đã tuyệt chủng.

## Phân bố
Đây là loài đặc hữu của Hoa Kỳ.